# Ханс Блюер
Вижте пояснителната страница за други личности с името Блюхер.
Ханс Блюер (на немски: Hans Blüher) е германски писател, философ, психолог, есеист и автор на автобиография.

## Биография
Роден е на 17 февруари 1888 г. в град Фрайбург, Силезия (след 1945 г. в пределите на Полша под името Швебоджице). През 1896 г. родителите на Блюер заедно с 8-годишния Ханс напускат Фрайбург и се установяват отначало в Хале, а през 1898 г. – в Щеглиц. Там момчето завършва местната гимназия.
Като един от първите участници и „първи историк“ на движението „Вандерфогел“ („Прелетна птица“), Блюер е широко признат в ранните си години. Помага да се унищожат табутата около традиционното училище и църквата. Интересува се от въпроси, които се възприемат като скандални: по-специално изследва хомосексуалните аспекти на „Вандерфогел“, след което разширява тези наблюдения в известната си теория за ероса в мъжките съюзи.
При прехода от Германската империя към Ваймарската република Блюер започва да се придържа към атеистични и понякога социалистически възгледи. В годините след Първата световна война се заявява като протестант, антисемит, антифеминист и монархист. Схващанията му за „мъжки съюзи“ обаче се възприемат враждебно от нацисткото ръководство.
Отдръпва се от националсоциализма след 1934 г., когато по заповед на Хитлер в „Нощта на дългите ножове“ е убит Ернст Рьом. В тайния доклад на СС през 1937 г. идеите на Блюер са пряко обявени от Химлер за опасни. През годините на нацистката диктатура спират да го публикуват, но не го преследват.
Обнародвани след войната, творбите на Блюер вече до голяма степен са загубили своята значимост и днес се разглеждат само в исторически контекст.
От 1924 г. Ханс Блюер живее в Берлин-Хермсдорф като практикуващ психолог. Женен е за лекарка и има две деца. Тук работи след оттеглянето си от обществения живот в епохата на нацизма, а през 1949 г. публикува своята основна философска творба „Природната ос“ („Die Achse der Natur“).
Умира на 4 февруари 1955 г. в Берлин на 66-годишна възраст.